# Chlamydera maculata
Chlamydera maculata là một loài chim trong họ Ptilonorhynchidae.